# Tena (Équateur)
Pour les articles homonymes, voir Tena.
Tena est une ville d'Équateur et la capitale de la province de Napo. Elle est située à 118 km au sud-est de Quito. Sa population s'élevait à 23 307 habitants en 2010.

## Population
| 1937  | 1962  | 1970  | 1982  | 1990  | 2001   |
| ----- | ----- | ----- | ----- | ----- | ------ |
| 1 000 | 1 000 | 1 500 | 5 457 | 7 873 | 16 669 |

## Tourisme
Depuis le parc « Parque Central » de Tena, on aperçoit les volcans les plus actifs d'Équateur : Sumaco (3 900 m), Reventador et Sangay. Située à la confluence des fleuves Tena et Pano, la ville bénéficie de grandes plages, comme celles de Rancho Alegre, Cocha del Cementerio, ou Dos Ríos. Tena dispose d'un jardin botanique en centre ville appelé l' « Amazonian Park ». Des excursions pour touristes vers la jungle profonde partent souvent de là.

## Jumelages
- Laâyoune (Maroc)[2]